# سلحفاة القاطور النهاشة
سلحفاة القاطور النهاشة (Macrochelys temminckii) (بالإنجليزية: Alligator snapping turtle) هو نوع من السلاحف في فصيلة السلاحف النهاشة، موطنها الأصلي موائل المياه العذبة في الولايات المتحدة. هي واحدة من أثقل سلاحف المياه العذبة وزنًا في العالم. وهي غالبًا ما ترتبط -لكنه ليس ارتباطًا وثيقًا- مع السلحفاة النهاشة الشائعة التي هي في جنس Chelydra. الاسم الخاص (temminckii) هو لتكريم عاِلم الحيوان الهولندي كونراد جاكوب تيمينك.
وعلى الرغم من أنه كان يُعتقد في وقت سابق بوجود نوع واحد فقط في جنس (Macrochelys)، فقد أظهرت دراسات حديثة أنه يوجد نوعان، النوع الآخر هو سلحفاة سوواني النهاشة (M. suwanniensis) (بالإنجليزية: Suwannee snapping turtle) من نهر سوواني. (يوجد نوع ثالث هو سلحفاة أبالاتشيكولا النهاشة (M. apalachicolae) (بالإنجليزية: Apalachicola snapping turtle) تم اقتراحه، ولكن لا يُعترَف به عمومًا).
وقد تم إعطاء سلحفاة القاطور النهاشة اسمها المُشترَك بسبب فكيها شديدي القوة وعنقها الشبيه بالنابض، بالإضافة إلى النتوءات المتميزة على قشرتها التي تماثل في مظهرها حدة وتسلسل جلد القاطور.

## التوزع
تتوزع هذه السلاحف في جنوب شرق الولايات المتحدة الأمريكية في ولايات كانساس، آيوا، إنديانا، إلينوي، تينيسي، كنتاكي، ميسوري، أوكلاهوما، تكساس، أركنساس، لويزيانا، ميسيسيبي، ألاباما، جورجيا وفلوريدا وهي تستوطن المياه العذبة داخل الأنهار والمستنقعات والقنوات المائية.

## الوصف

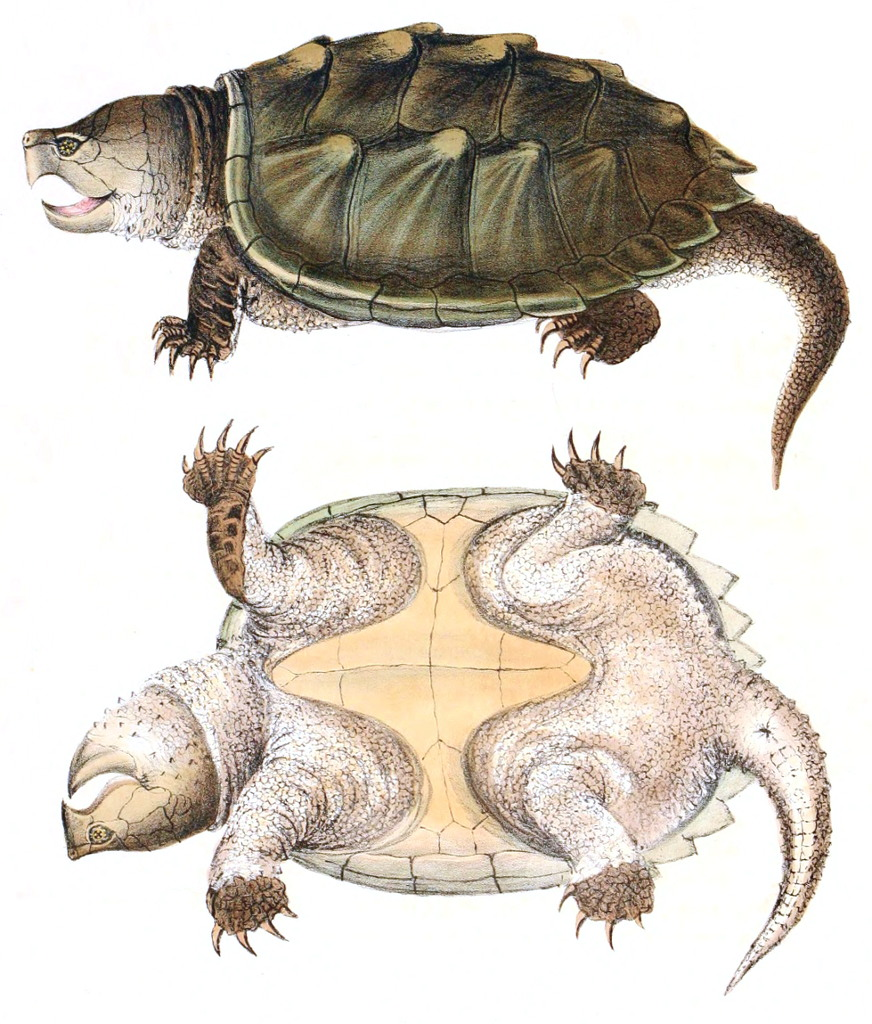
رسم يوضح منظر جانبي و منظر سفلي لسلحفاة ذات الأهداب

هذا النوع يتميز بلون القوقعة الداكن والأسود والبني والتي غالبا ما تغطيها الطحالب. وهي مسننة الحدبة. له منقار مميز ملحق على الفك العلوي والفك السفلي. وهي السلحفاة الوحيدة التي لديها شرك. لديها زائدة متحركة تشبه الدودة في فكها السفلي، تستخدمها كطعم لجذب الأسماك.
يمكن للذكر منها أن يصل وزنه إلى 100 كيلوغرام ويبلغ طوله 75 سم بما في ذلك الذيل. السلحفاة
لها عضة فك قوية جداً.
يتميز هذا النوع برأس كبيرة، وصدفة سميكة، يعطيانه مظهراً بدائيا من عصر الديناصورات. ويمكن على الفور تمييزها عن السلاحف مشتركة من ثلاثة صفوف من لوحات بارزة حادة وسميكة، حيث المفصل لديه لوحات السلحفاة قشرة في أقل وضوحا بكثير. غلافه رمادية اللون، البني والأسود أو زيتوني اللون، وغالبا ما تغطيها طبقة من الطحالب الخضراء.
عادة، والذكور أكبر من الإناث، وبعض حالات التماسيح والسلاحف تم الإبلاغ عن ما يقرب من 180 جنيه، ودون تفتيشها. يمكننا أن نميز الذكر من الأنثى مع، من بين معايير أخرى، والعرض من قاعدة الذيل، والذي يختلف من جنس واحد إلى الآخر بسبب الأعضاء التناسلية.

## السلوك
السلحفاة ذات الأهداب شرسة وحادة الطباع وغير ودودة مع البشر مثل باقي السلاحف، تمتلك فك قوي ومنقار حاد تستخدمه كالمخالب في مهاجماتها.
تقضي معظم وقتها في الماء وتخرج عندما تحتاج إلى التشمس لتدفئة جسمها، وتتواجد في داخل الماء يحيث تختبئ بين جذور النباتات المائية لتصطاد الأسماك ويزيد نشاطها في الليل وبالرغم من ان حياتها مائية فانها لا تسبح كثيرا.
يبدا التزاوج لدى هذا الحيوان عند سن 11 سنة ويحدث في الماء في فصل الربيع إلى بداية الصيف، وتترك الانثى الماء لبناء العش وتضع بيض يصل عدده حوالي 521 بيضه ودرجة حرارة العش هي التي تحدد نوع الصغار من ذكر أو انثى إذا كانت درجة حرارة معتدله فان النوع سيكون ذكر اما إذا كانت درجة الحرارة عاليه أو منخفضة سيكون نوعهم انثى.

## الغذاء
تتغذى بشكل أساسي على الأسماك وتاكل أيضا الثعابين، الديدان, الحلزوانات، الضفادع والسلاحف الأخرى.
و هي تصطاد فريستها بأن تظل جاثمة في الماء بسكون، وتساعدها خلاصتها الجلدية المتموجة على الاندماج مع بيئة النباتات المحيطة بها، إلى أن تقترب منها سمكة صغيرة، عند ذاك تدفع رأسها إلى الأمام، وتفتح فمها الواسع إلى أقصى ما يمكنها من احداث منطقة تفريغ منخفضة الضغط، مما يؤدي إلى شفط الفريسة إلى داخل فمها.